# Eisenbahnunfall von Moskau
Bei dem Eisenbahnunfall von Moskau entgleiste am 16. Oktober 1932 am Rand von Moskau der Schwarzmeer-Express. Der Unfall ereignete sich am Bahnhof Ljublino im gleichnamigen Vorort und heutigen Stadtteil von Moskau. 36 Menschen starben. Die Schuld wurde dem Fahrdienstleiter zugeschrieben, der hingerichtet wurde.